# Au jardin de Pierrot
Au Jardin de Pierrot est une émission de télévision animée par Pierrette Boucher-Vermette destinée aux enfants d’âge pré-scolaire. La série débuta le vendredi 7 janvier 1972 pour se terminer en 1975. Elle était diffusée de 10 h 15 à 10 h 30 sur la chaîne de la télévision de Radio-Canada

## Source
- Ici Radio-Canada : Horaire des chaînes françaises de radio et de télévision de Radio-Canada : du 1er au 7 janvier 1972, vol. VI, 1re éd., p. 9